# Vieille orangeraie (Varsovie)
La Vieille orangeraie (polonais : Stara Pomarańczarnia) est un oratoire situé dans le Parc Łazienki, dans l'arrondissement de Śródmieście, à Varsovie.

## Sources
- (pl) Cet article est partiellement ou en totalité issu de l’article de Wikipédia en polonais intitulé « Stara Pomarańczarnia » (voir la liste des auteurs).